# ソユーズ1号
ソユーズ1号 (ロシア語: Союз-1 / Soyuz 1) は1967年4月23日に打ち上げられたソビエト連邦の有人宇宙船である。コールサインは「ルビーン」（ルビーの意味）。打ち上げは現地時間の午前3時35分に行われた。これは有人宇宙船の打ち上げが夜間に行われた最初の例であった。
宇宙飛行士としてウラジーミル・コマロフが搭乗していたが、地球帰還時に死亡した。彼は有人宇宙飛行の歴史における、最初の飛行中の事故による死者である。

## ミッションの経過
当初の計画では、ソユーズ1号打上げの翌日に2機目のソユーズ宇宙船でヴァレリー・ブィコフスキー、エフゲニー・クルノフ、アレクセイ・エリセイエフの3名の宇宙飛行士を打上げ、このうちの2名が船外活動を行なってソユーズ1号に乗り移る予定であった。
ソユーズ1号は軌道に達してすぐに2枚の太陽電池パネルを展開するはずだったが、実際にはそのうちの1枚の展開に失敗した。このため、宇宙船システム全体が電力不足に陥った。また、宇宙船の姿勢検知装置にも異常が生じ、宇宙船の操縦が困難になった。軌道周回13周目には宇宙船の自動安定化システムが完全に機能を失い、手動システムも部分的にしか作動しない状態となった。この時点で2機目のソユーズ2号のミッションは変更され、軌道上でソユーズ1号の太陽電池パネルを展開するための救難機としての打上げ準備が始められた。しかしバイコヌール宇宙基地の天候が大雨となったため、2機目の打上げは不可能になった。実際には軌道上のソユーズ1号の問題が深刻だったため、晴天だったとしても打上げは行なわれなかっただろうと考えられている。
コマロフからの13周目の報告を受けて、飛行管制責任者はミッションの中止と大気圏再突入の準備を開始した。コマロフの妻で二人の子供の母でもあったヴァレンティナが管制室に招き入れられ、短い時間だけ個人用のコンソールにつかされた。コマロフは宇宙船の激しい揺れに苦しんでいたが、冷静さを保ち妻に別れを告げた。
18周目を過ぎ、ソ連上空を通過してすぐにソユーズ1号は逆推進ロケットを噴射して地球周回軌道を離脱したが、コマロフはほとんど宇宙船を制御することができなかった。この時までに数多くの技術的問題が起きていたにもかかわらず、コマロフが無事に帰還できる望みはまだあった。しかしパラシュート格納容器の設計の甘さによりメインパラシュートが開かず、手動で展開した予備のパラシュートも減速用のパラシュートと絡まってしまい、開かなかった。ソユーズはほとんど減速することなく秒速40m（時速145km）で地上に激突した。本来、逆推進ロケットを噴射して降下速度を更に落とす筈だったが、代わりに激突と共に爆発が生じ、カプセルは激しい炎に包まれた。落下地点では農民達が駆けつけて消火に当たったが、コマロフは衝突によって既に死亡していた。
後にソユーズ2号として打ち上げられる予定だった2機目のソユーズ宇宙船を検査したところ、やはりパラシュートに同じ問題を抱えていたことが判明したため、仮にこの2機目の打上げが決行されていた場合にはコマロフと合わせて4名の飛行士が命を落とす結果になった可能性もある。このソユーズ1号及び2号によって行なわれる予定だったミッションは後にソユーズ4号及び5号によって遂行された。
コマロフはソビエト連邦の国葬に付され、遺灰はモスクワの赤の広場にあるクレムリンの壁墓地に納められた。

## 技術的問題を巡る伝説
当時の他の有人宇宙船と異なり、ソユーズ宇宙船(7K-OK)は無人での試験飛行に一度も成功しておらず、コマロフが搭乗する以前の全ての飛行において何らかの問題が起こっていた(コスモス133号、コスモス140号参照)。ユーリイ・ガガーリンはソユーズ1号の予備乗員で、ソユーズには設計上の問題があること、にもかかわらず打上げを進めようとする政治局からの圧力があることに気づいていた。ガガーリンはソユーズ1号ミッションからコマロフを降ろそうと試みた。彼はソ連の指導部が国家の英雄である自分をこのような危うい飛行に搭乗させようとはしないだろうと知っていたためである。
打上げの数週間前、コマロフは次のように述べたと言われている。
「もし自分がこの飛行に乗らなければ、彼らは代わりに予備乗員を乗せるだろう。そうなればユーリイが自分の代わりに死ぬことになる」
打上げ前にソユーズ1号の技術者達は党指導部に、ソユーズには200箇所の設計上の欠陥があることを報告していたと言われているが、彼らの懸念は「宇宙開発における一連の快挙によってレーニンの誕生日を祝うという政治的圧力のために却下された」 。宇宙開発競争においてソ連がアメリカに勝ち続ける必要性や、ソ連が最初に月面に立つという動機が、ソユーズ1号の打上げを巡る圧力にどの程度影響していたのかは明確ではないが、ソユーズ1号の惨事によって、続くソユーズ2号及び3号の打上げは1968年10月25日まで遅れることとなった。この18ヶ月の空白期間と、1969年7月3日に起きた無人のN-1ロケットの爆発事故、そして同年7月20日のアポロ11号の月面着陸成功によって、ソ連の有人月旅行計画は断念された。
この18ヶ月の中断を乗り越えて大幅に改善されたソユーズ計画が再び始まったことは、ソユーズ1号の3ヶ月前に起きたアポロ1号の事故の後にアメリカの宇宙計画が大幅に見直された経緯と多くの点で類似している。

## 乗員
- ウラジーミル・コマロフ（宇宙飛行2回目）
- ユーリイ・ガガーリン　（バックアップ）